# Dragoljub Mićunović
Dragoljub Mićunović (rođen 1930. godine u mjestu Topolica na jugu Srbije) je srbijanski političar, profesor Beogradskog sveučilišta u mirovini, i sadašnji dužnosnik Demokratske stranke.
Mićunović je bio prvi predsjednik obnovljene Demokratske stranke, 1990. godine. 
Potpisnik je Deklaracije o zajedničkom jeziku, u kojoj se tvrdi da se u Hrvatskoj, Bosni i Hercegovini, Srbiji i Crnoj Gori govore nacionalne standardne varijante zajedničkog policentričnog standardnog jezika.

## Državne funkcije
- Predsjednik Vijeća građana Skupštine SR Jugoslavije (listopad 2000. - veljača 2003.)
- Predsjednik Skupštine Srbije i Crne Gore (veljača 2003. - ožujak 2004.)